# Фатеев, Василий Александрович
Васи́лий Алекса́ндрович Фате́ев (11 декабря 1868, Киев — 1942, Ленинград) — русский композитор, последний регент Казанского собора Санкт-Петербурга.

## Биография
Родился в Киеве в семье регента Казанского собора Александра Семёновича Фатеева. У Василия было два брата и три сестры.
В 1889 году он окончил Киевское духовное училище и поступил в в Санкт-Петербургскую консерваторию, где учился под руководством Н. А. Римского-Корсакова. Однокурсник С. С. Прокофьева. В 1894 окончил консерваторию со знаком отличия по двум специальностям: композиция и дирижирование.
В 1894 году Василий Фатеев стал регентом Казанского собора, одновременно заведовал школой малолетних певчих. В хоре Казанского собора под его руководством пели: Фёдор Шаляпин, Павел Андреев, Иван Ершов.
После революции 1917 года Василий Фатеев продолжил руководство хором Казанского собора, одновременно занимался преподаванием пения в Школе рабочей молодёжи Балтийского завода.
В 1924 году был выслан в Новокузнецк. В 1930-е годы вернулся в Ленинград. Занимал должность регента Казанского собора до закрытия собора в 1932 году.
Умер от голода в блокаду в 1942 году. Был похоронен на Охтинском кладбище, но его могила не была обнаружена.

## Наследие

Первая страница партитуры Ежечасной молитвы свт. Иоасафа Горленко В. А. Фатеева (публ. 1910)

Василий Александрович Фатеев написал более 300 духовно-хоровых сочинений, частично изданных до революции в нотном издательстве П. Юргенсона.
С 1903 по 1939 годы В. А. Фатеев написал десятки произведений, содержащих сотни страниц партитуры. В библиотеке Санкт-Петербургской духовной академии (бывшая Ленинградская духовная академия и семинария (ЛДАиС)) хранятся 6 рукописных сборников Фатеева, которые в 1970-х годах обнаружил в библиотеке ЛДАиС регент студенческого хора и преподаватель церковного пения, будущий церковный композитор архиепископ (ныне митрополит) Ионафан (Елецких), который узнал от профессора и известного музыковеда Николая Дмириевича Успенского, что принесла эти партитуры в 1950-х годах в библиотеку ЛДАиС супруга покойного В. А. Фатеева. Позднее будущий владыка передал копии рукописных концертов Владиславу Александровичу Чернушенко, дирижеру и художественному руководителю хора Ленинградской государственной капеллы.
Возрождение и открытие творчества Василия Фатеева для слушателей принадлежит А. П. Кудинскому. В 1994 году Кудинский нашёл ноты хоровых концертов Фатеева. Они составили основу музыкального репертуара любительского камерного хора «Благовест».

## Семья
- Отец — Александр Семёнович Фатеев (1835—1918), главный регент Казанского собора Санкт-Петербурга.
- Сын — Александр Васильевич Фатеев (1897—1971), советский учёный в области электрооборудования, доктор технических наук, профессор, заслуженный деятель науки и техники РСФСР[6].
- Дочь — Александра Васильевна.
- Зять (муж сестры Екатерины) — православный композитор Иванов-Радкевич Павел Иосифович.